# Llista de governadors de São Tomé i Príncipe

Escut de Sao Tomé i Príncipe durant la colonització portuguesa

Aquesta és una llista dels governadors portuguesos de São Tomé i Príncipe. Les dates es refereixen a la presa i cessament del càrrec.
Les illes de São Tomé i Príncipe van ser descobertes i reclamades per Portugal durant la dècada de 1470. Les estructures governamentals van ser establertes en 1485. Cada illa era governada com una entitat autònoma fins a 1753, quan es va decidir la seva unificació en una única colònia. En 1951 les illes esdevindrien una província ultramarina de Portugal. L'autonomia fou aprovada en 1974 i la seva independència reconeguda el 12 de juliol de 1975.

## São Tomé

### Colònia Portuguesa (1485-1522)
| Nom               | Càrrec          | Inici de mandat        | Fi e Mandat          | Observações |
| ----------------- | --------------- | ---------------------- | -------------------- | ----------- |
| João de Paiva     | Capità-Donatari | 24 de setembre de 1485 | 3 de febrer de 1490  |             |
| João Pereira      | Capità-Donatari | 3 de febrer de 1490    | 29 de juliol de 1493 |             |
| Álvaro de Caminha | Capità-Donatari | 29 de juliol de 1493   | 28 d'abril de 1499   |             |
| Fernão de Melo    | Capità-Donatari | 1499                   | c.1510               |             |
| ....              | Capità-Donatari | c.1510                 | c.1516               |             |
| Diogo de Alcáçova | Capità-Donatari | c.1516                 | c.1517               |             |
| João de Melo      | Capità-Donatari | c.1517                 | c.1522               |             |

### Colònia de la Corona Portuguesa (1522-1641)
| Nom                                  | Càrrec                  | Inici de mandat      | Fi de Mandat     | Observacions                 |
| ------------------------------------ | ----------------------- | -------------------- | ---------------- | ---------------------------- |
| Vasco Estevens                       | Capità                  | 1522                 | 15..             |                              |
| ....                                 |                         | 15..                 | 1521             |                              |
| Henrique Pereira                     | Capità                  | 1531                 | c.1535           |                              |
| ....                                 |                         | c.1535               | 1541             |                              |
| Diogo Botelho Pereira                | Capità                  | 1541                 | 1545             |                              |
| Francisco de Barros de Paiva         | Capità                  | 1546                 | c.1554           |                              |
| Pedro Botelho                        | Capità                  | c.1558               | 15..             |                              |
| ....                                 |                         | 15..                 | 1560             |                              |
| Cristóvão Dória de Sousa             | Capità                  | 1560                 | 1564             |                              |
| Francisco de Gouveia                 | Capità                  | 1564                 | 1569             |                              |
| Francisco de Paiva Teles             | Capità                  | 1569                 | 1571             |                              |
| Diogo Salema                         | Capità                  | 1571                 | 1575             |                              |
| António Monteiro Maciel              | Capità                  | 1575                 | c.1582           |                              |
| ....                                 |                         | c.1582               | c.1584           |                              |
| Francisco Fernandes de Figueiredo    | Capità                  | c.1584               | 1587             | a partir de 1586, Governador |
| Miguel Teles de Moura                | Governador              | 1587                 | 1591             |                              |
| Duarte Peixoto da Silva              | Governador              | 1591                 | 1592             |                              |
| Francisco de Vila Nova               | Governador representant | 1592                 | 1593             |                              |
| ... Fernandes de Meneses             | Governador              | 1593                 | 1597             |                              |
| Vasco de Carvalho                    | Governador              | 1597                 | c.1598           |                              |
| Pieter van der Does                  | Comandant Holandès      | 18 d'octubre de 1599 | novembre de 1599 |                              |
| João Barbosa da Cunha                | Governador representant | c.1598               | 1601             |                              |
| António Maciel Monteiro              | Governador representant | 1601                 | 1604             |                              |
| Pedro de Andrade                     | Governador              | 1604                 | 160.             |                              |
| João Barbosa da Cunha                | Governador representant | 160.                 | 1609             |                              |
| Fernando de Noronha                  | Governador              | 1609                 | 1609             |                              |
| Constantino Tavares                  | Governador              | 1609                 | 1611             |                              |
| João Barbosa da Cunha                | Governador representant | 1611                 | 1611             |                              |
| Francisco Teles de Meneses           | Governador              | 1611                 | 1611             |                              |
| Luís Dias de Abreu                   | Governador              | 1611                 | 1613             |                              |
| Feliciano de Carvalho                | Governador              | 1613                 | 1614             |                              |
| Luís Dias de Abreu                   | Governador              | 1614                 | 1616             |                              |
| Miguel Correia Baharem               | Governador              | 1616                 | 1620             |                              |
| Pedro da Cunha                       | Governador              | 1620                 | 1621             |                              |
| Félix Pereira                        | Governador              | 1621                 | 1623             |                              |
| Jerónimo de Melo Fernando            | Governador              | 1623                 | 1627             |                              |
| André Gonçalves Maracote             | Governador              | 1627                 | 1628             |                              |
| Lourenço Pires de Távora             | Governador representant | 1628                 | 1632             |                              |
| Francisco Barreto de Meneses         | Governador              | 1632                 | 1632             |                              |
| Lourenço Pires de Távora             | Governador representant | 1632                 | 1636             |                              |
| António de Carvalho                  | Governador              | 1636                 | 1636             |                              |
| Lourenço Pires de Távora             | Governador representant | 1636                 | 1640             |                              |
| Manuel Quaresma Carneiro             | Governador              | 1640                 | 1640             |                              |
| Miguel Pereira de Melo e Albuquerque | Governador representant | 1640                 | 1641             |                              |

### Ocupació Holandesa
| Nom  | Càrrec             | Inici de mandat     | Fi de Mandat | Observacions |
| ---- | ------------------ | ------------------- | ------------ | ------------ |
| .... | Comandant Holandès | 3 d'octubre de 1641 | 1648         |              |

### Colònia de la Corona Portuguesa (1648-1709)
| Nom                               | Càrrec                  | Inici de mandat | Fi de Mandat | Observacions |
| --------------------------------- | ----------------------- | --------------- | ------------ | ------------ |
| Paulo da Ponte                    | Governador representant | 1641            | 1642         |              |
| Lourenço Pires de Távora          | Governador              | 1641            | c.1650       |              |
| ....                              |                         | c.1650          | 1656         |              |
| Cristóvão de Barros do Rego       | Governador              | 1656            | c.1657       |              |
| ....                              |                         | c.1657          | c.1661       |              |
| Pedro da Silva                    | Governador              | c.1661          | 166.         |              |
| ....                              |                         | 166.            | 1669         |              |
| Paulo Ferreira de Noronha         | Governador              | 1669            | 1671         |              |
| Cambra de Senat                   |                         | 1671            | 1673         |              |
| Julião de Campos Barreto          | Governador              | 1673            | 1677         |              |
| Bernardim Freire de Andrade       | Governador              | 1677            | 1680         |              |
| Jacinto de Figueiredo e Abreu     | Governador              | 1680            | 1683         |              |
| João Álvares da Cunha             | Governador representant | 1683            | 1686         |              |
| António Pereira de Brito e Lemos  | Governador              | 1686            | 1686         |              |
| Bento de Sousa Lima               | Governador              | 1686            | 1689         |              |
| António Pereira de Lacerda        | Governador              | 1689            | 1693         |              |
| Antonio de Barredo                | Governador              | 1693            | 1694         |              |
| José Pereira Sodré                | Governador              | 1695            | 1696         |              |
| João da Costa Matos               | Governador              | 1696            | 1697         |              |
| Manuel António Pinheiro da Câmara | Governador              | 1697            | 1702         |              |
| José Correia de Castro            | Governador              | 1702            | 1709         |              |
| Vicente Dinís Pinheiro            | Governador              | 1709            | 1709         |              |

### Ocupació Francesa (1709-1715)
| Nom               | Càrrec | Inici de mandat | Fi de Mandat | Observacions |
| ----------------- | ------ | --------------- | ------------ | ------------ |
| Junta Governativa |        | 1709            | 1715         |              |

### Colònia de la Corona Portuguesa (1715-1753)
| Nom                         | Càrrec                  | Inici de mandat | Fi de Mandat | Observacions |
| --------------------------- | ----------------------- | --------------- | ------------ | ------------ |
| Bartolomeu da Costa Ponte   | Governador              | 1715            | 1716         |              |
| Cambra del Senat            |                         | 1716            | 1717         |              |
| António Furtado de Mendonça | Governador              | 1717            | 1720         |              |
| Junta Administrativa        |                         | 1720            | 1722         |              |
| José Pinheiro da Câmara     | Governador              | 1722            | 1727         |              |
| Serafim Teixeira Sarmento   | Governador              | 1727            | 1734         |              |
| Lopo de Sousa Coutinho      | Governador              | 1734            | 1736         |              |
| José Caetano Soto Maior     | Governador              | 1736            | 1741         |              |
| Cambra de Senat             |                         | 1741            | 1744         |              |
| Francisco Luís da Conceição | Governador              | 1744            | 1744         |              |
| Francisco de Alva Brandão   | Governador representant | 1744            | 1745         |              |
| Francisco Luís das Chagas   | Governador              | 1747            | 1748         |              |
| Cambra de Senat             |                         | 1748            | 1751         |              |
| António Rodrigues Neves     | Governador              | 1751            | 1751         |              |
| Cambra de Senat             |                         | 1751            | 1753         |              |

## Príncipe
| Nom  | Càrrec | Inici de mandat | Fi de Mandat | Observacions |
| ---- | ------ | --------------- | ------------ | ------------ |
| .... |        | 1500            | 1753         |              |

## São Tomé i Príncipe

### Colònia de la Corona Portuguesa (1753-1910)
| Nom                                            | Càrrec                  | Inici de mandat        | Fi de Mandat           | Observacions |
| ---------------------------------------------- | ----------------------- | ---------------------- | ---------------------- | ------------ |
| Cambra del Senat                               |                         | 1753                   | 1755                   |              |
| Lopo de Sousa Coutinho                         | Governador              | 1755                   | 1755                   |              |
| Cambra del Senat                               |                         | 1755                   | 1758                   |              |
| Luís Henrique da Mota e Melo                   | Governador              | 1758                   | 1761                   |              |
| Cambra del Senat                               |                         | 1761                   | 1767                   |              |
| Lourenço Lobo de Almeida Palha                 | Governador              | 1767                   | 1768                   |              |
| Cambra del Senat                               |                         | 1768                   | 1770                   |              |
| Vicente Gomes Ferreira                         | Governador              | 1770                   | 1778                   |              |
| João Manuel de Azambuja                        | Governador              | 1778                   | 1782                   |              |
| Cristóvão Xavier de Sá                         | Governador              | 1782                   | 1788                   |              |
| João Resende Tavares Leote                     | Governador              | 1788                   | 1797                   |              |
| Inácio Francisco de Nóbrega de Sousa Coutinho  | Governador              | 1797                   | 1797                   |              |
| Manuel Monteiro de Carvalho                    | Governador representant | 1797                   | 1797                   |              |
| Varela Borca                                   | Governador              | 1797                   | 1798                   |              |
| Manuel Francisco Joaquim da Mota               | Governador              | 1798                   | 1799                   |              |
| Francisco Rafael de Castelo de Vide            | Governador              | 1799                   | 1799                   |              |
| João Baptista de Silva                         | Governador              | 1799                   | 1802                   |              |
| Gabriel António Franco de Castro               | Governador              | 1802                   | 1805                   |              |
| Luís Joaquim Lisboa                            | Governador              | 1805                   | 1817                   |              |
| Filipe de Freitas                              | Governador              | 1817                   | 1824                   |              |
| João Maria Xavier de Brito                     | Governador              | 1824                   | 1830                   |              |
| Joaquim Bento da Fonseca                       | Governador              | 1830                   | 1834                   |              |
| Governo Provisório                             | Governador              | 1834                   | 1836                   |              |
| Fernando Correia Henriques de Noronha          | Governador representant | 1836                   | 1837                   |              |
| Leandro José da Costa                          | Governador              | 1837                   | 1838                   |              |
| José Joaquim de Urbanski                       | Governador              | 1838                   | 1839                   |              |
| Bernardo José de Sousa Soares de Andrea        | Governador              | 1839                   | 5 de febrer de 1843    |              |
| Leandro José da Costa                          | Governador              | 5 de febrer de 1843    | 2 de març de 1843      |              |
| José Maria Marquês                             | Governador              | 2 de març de 1843      | 1 de maig de 1846      |              |
| Cambra del Senat                               |                         | 1 de maig de 1846      | 30 de setembre de 1847 |              |
| Carlos Augusto de Morais e Almeida             | Governador              | 30 de setembre de 1847 | 20 de novembre de 1847 |              |
| Cambra del Senat                               |                         | 20 de novembre de 1847 | 20 de juliol de 1848   |              |
| José Caetano René Vimont Pessoa                | Governador              | 20 de juliol de 1848   | 30 de juny de 1849     |              |
| Leandro José da Costa                          | Governador              | 1849                   | 9 de març de 1851      |              |
| José Maria Marquês                             | Governador              | 9 de març de 1851      | 20 de març de 1853     |              |
| Francisco José da Pina Rolo                    | Governador              | 20 de març de 1853     | 28 de juliol de 1855   |              |
| Adriano Maria Passalaqua                       | Governador              | 28 de juliol de 1855   | 21 de març de 1857     |              |
| Cambra del Senat                               |                         | 21 de març de 1857     | 15 de gener de 1858    |              |
| Francisco António Correia                      | Governador              | 15 de gener de 1858    | 29 de maig de 1858     |              |
| Cambra del Senat                               |                         | 29 de maig de 1858     | 1859                   |              |
| Luís José Pereira e Horta                      | Governador              | 1859                   | 21 de novembre de 1860 |              |
| José Pedro de Melo                             | Governador              | 21 de novembre de 1860 | 8 de juliol de 1862    |              |
| Cambra del Senat                               |                         | 8 de juliol de 1862    | 17 de desembre de 1862 |              |
| José Eduardo da Costa Moura                    | Governador              | 17 de desembre de 1862 | 30 de març de 1863     |              |
| João Baptista Brunachy                         | Governador              | 30 de març de 1863     | 8 de gener de 1864     |              |
| Estanislau Xavier de Assunção e Almeida        | Governador              | 8 de gener de 1864     | 2 d'agost de 1865      |              |
| João Baptista Brunachy                         | Governador              | 2 d'agost de 1865      | 30 de juliol de 1867   |              |
| António Joaquim da Fonseca                     | Governador              | 30 de juliol de 1867   | 30 de setembre de 1867 |              |
| Estanislau Xavier de Assunção e Almeida        | Governador              | 30 de setembre de 1867 | 30 de maig de 1869     |              |
| Pedro Carlos de Aguiar Craveiro Lopes          | Governador              | 30 de maig de 1869     | 7 d'octubre de 1872    |              |
| João Clímaco de Carvalho                       | Governador              | 7 d'octubre de 1872    | 28 d'octubre de 1873   |              |
| Gregório José Ribeiro                          | Governador              | 28 d'octubre de 1873   | 1 de novembre de 1876  |              |
| Estanislau Xavier de Assunção e Almeida        | Governador              | 1 de novembre de 1876  | 28 de setembre de 1879 |              |
| Francisco Joaquim Ferreira do Amaral           | Governador              | 28 de setembre de 1879 | 28 de desembre de 1879 |              |
| Custódio Miguel de Borja                       | Governador representant | 28 de desembre de 1879 | 3 de gener de 1880     |              |
| Vicente Pinheiro Lôbo Machado de Melo e Almada | Governador              | 3 de gener de 1880     | 30 de desembre de 1881 |              |
| Augusto Maria Leão                             | Governador representant | 30 de desembre de 1881 | 26 de gener de 1882    |              |
| Francisco Teixeira da Silva                    | Governador              | 26 de gener de 1882    | 24 de maig de 1884     |              |
| Custódio Miguel de Borja                       | Governador              | 24 de maig de 1884     | 25 d'agost de 1886     |              |
| Augusto César Rodrigues Sarmento               | Governador              | 25 d'agost de 1886     | 9 de març de 1890      |              |
| Firmino José da Costa                          | Governador              | 9 de març de 1890      | 26 de juny de 1891     |              |
| Francisco Eugénio Pereira de Miranda           | Governador              | 26 de juny de 1891     | 8 de desembre de 1894  |              |
| Jaime Lobo de Brito Godins                     | Governador representant | 8 de desembre de 1894  | 8 d'abril de 1895      |              |
| Cipriano Leite Pereira Jardim                  | Governador              | 8 d'abril de 1895      | 5 d'abril de 1897      |              |
| Joaquim da Graça Correia e Lança               | Governador              | 5 d'abril de 1897      | 5 d'abril de 1899      |              |
| Amâncio de Alpoim Cerqueira Borges Cabral      | Governador              | 5 d'abril de 1899      | 3 de gener de 1901     |              |
| Francisco Maria Peixoto Vieira                 | Governador representant | 3 de gener de 1901     | 8 de maig de 1901      |              |
| Joaquim Xavier de Brito                        | Governador              | 8 de maig de 1901      | 8 d'octubre de 1902    |              |
| João Abel Antunes Mesquita Guimarães           | Governador              | 8 d'octubre de 1902    | 7 de juny de 1903      |              |
| João Gregório Duarte Ferreira                  | Governador representant | 7 de juny de 1903      | 14 de desembre de 1903 |              |
| Francisco de Paula Cid                         | Governador              | 14 de desembre de 1903 | 13 d'abril de 1907     |              |
| Vítor Augusto Chaves Lemos e Melo              | Governador representant | 13 d'abril de 1907     | 24 de juny de 1907     |              |
| Pedro Berquó                                   | Governador              | 24 de juny de 1907     | 24 d'octubre de 1908   |              |
| Vítor Augusto Chaves Lemos e Melo              | Governador representant | 24 d'octubre de 1908   | 13 de març de 1909     |              |
| José Augusto Vieira da Fonseca                 | Governador              | 13 de març de 1909     | 13 de juny de 1910     |              |
| Jaime Daniel Leote do Rego                     | Governador              | 13 de juny de 1910     | 7 d'agost de 1910      |              |
| Fernando Augusto de Carvalho                   | Governador              | 7 d'agost de 1910      | 11 de desembre de 1910 |              |

### Colònia Portuguesa (1910-1951)
| Nom                                    | Càrrec                  | Inici de mandat        | Fi de Mandat           | Observacions |
| -------------------------------------- | ----------------------- | ---------------------- | ---------------------- | ------------ |
| Carlos de Mendonça Pimentel e Melo     | Governador representant | 12 de desembre de 1910 | 28 de desembre de 1910 |              |
| António Pinto Miranda Guedes           | Governador              | 28 de desembre de 1910 | 14 de juny de 1911     |              |
| Jaime Daniel Leote do Rego             | Governador              | 14 de juny de 1911     | 24 de novembre de 1911 |              |
| Mariano Martins                        | Governador              | 24 de novembre de 1911 | 13 de maig de 1913     |              |
| Pedro do Amaral Boto Machado           | Governador              | 13 de maig de 1913     | 31 de maig de 1915     |              |
| José Dionísio Carneiro de Sousa e Faro | Governador              | 31 de maig de 1915     | 6 de juny de 1915      |              |
| Rafael dos Santos Oliveira             | Governador representant | 6 de juny de 1915      | 28 de juliol de 1918   |              |
| João Gregório Duarte Ferreira          | Governador              | 28 de juliol de 1918   | 11 de juny de 1919     |              |
| Avelino Augusto de Oliveira Leite      | Governador              | 11 de juny de 1919     | 25 de setembre de 1920 |              |
| José Augusto de Conceição Alves Vélez  | Governador representant | 25 de setembre de 1920 | 22 d'octubre de 1920   |              |
| Eduardo Nogueira de Lemos              | Governador representant | 22 d'octubre de 1920   | 2 de juliol de 1921    |              |
| António José Pereira                   | Governador              | 2 de juliol de 1921    | 23 de gener de 1924    |              |
| Eugénio de Barros Soares Branco        | Governador              | 23 de gener de 1924    | 8 de juliol de 1926    |              |
| José Duarte Junqueira Rato             | Governador              | 8 de juliol de 1926    | 31 d'agost de 1928     |              |
| Sebastião José Barbosa                 | Governador representant | 31 d'agost de 1928     | 30 de gener de 1929    |              |
| Francisco Penteado                     | Governador              | 30 de gener de 1929    | 31 d'agost de 1929     |              |
| Francisco Penteado                     | Governador              | 30 de gener de 1929    | 31 d'agost de 1929     |              |
| Luís Augusto Vieira Fernandes          | Governador              | 31 d'agost de 1929     | 17 de desembre de 1933 |              |
| Luís Augusto Vieira Fernandes          | Governador              | 31 d'agost de 1929     | 17 de desembre de 1933 |              |
| Ricardo Vaz Monteiro                   | Governador              | 17 de desembre de 1933 | 8 de maig de 1941      |              |
| Amadeu Gomes de Figueiredo             | Governador              | 8 de maig de 1941      | 5 d'abril de 1945      |              |
| Carlos de Sousa Gorgulho               | Governador              | 5 d'abril de 1945      | juliol de 1948         |              |
| Afonso Manuel Machado de Sousa         | Governador representant | juliol de 1948         | 8 d'octubre de 1950    |              |
| Mário José Cabral de Oliveira e Castro | Governador representant | 8 d'octubre de 1950    | 11 de juny de 1951     |              |

### Província Ultramarina de Portugal (1951-1974)
| Nom                                            | Càrrec                  | Inici de mandat       | Fi de Mandat           | Observacions |
| ---------------------------------------------- | ----------------------- | --------------------- | ---------------------- | ------------ |
| Mário José Cabral de Oliveira e Castro         | Governador representant | 11 de juny de 1951    | 28 de juny de 1952     |              |
| Guilherme António do Amaral de Abranches Pinto | Governador representant | 28 de juny de 1952    | 18 d'abril de 1953     |              |
| Fernando Augusto Rodrigues                     | Governador representant | 18 d'abril de 1953    | 19 de maig de 1953     |              |
| Afonso Manuel Machado de Sousa                 | Governador representant | 19 de maig de 1953    | juliol de 1953         |              |
| Francisco António Pires Barata                 | Governador              | setembre de 1953      | 15 agost de 1954       |              |
| Luís da Câmara Leme de Faria                   | Governador representant | agost de 1954         | 15 de juny de 1955     |              |
| José Machado                                   | Governador representant | 15 de juny de 1955    | 5 de desembre de 1956  |              |
| Octávio Ferreira Gonçalves                     | Governador representant | 5 de desembre de 1956 | 13 d'octubre de 1957   |              |
| Manuel Marques de Abrantes Amaral              | Governador              | 13 d'octubre de 1957  | agost de 1963          |              |
| Alberto Monteiro de Sousa Campos               | Governador representant | agosto de 1963        | 30 d'octubre de 1963   |              |
| António Jorge da Silva Sebastião               | Governador              | 30 d'octubre de 1963  | 1972                   |              |
| João Cecílio Gonçalves                         | Governador              | 1973                  | 29 de juliol de 1974   |              |
| António Elísio Capelo Pires Veloso             | Governador              | 29 de juliol de 1974  | 18 de desembre de 1974 |              |

### Província autónoma de Portugal (1974-1975)
| Nom                                | Càrrec        | Inici de mandat        | Fi de Mandat         | Observacions |
| ---------------------------------- | ------------- | ---------------------- | -------------------- | ------------ |
| António Elísio Capelo Pires Veloso | Alt Comissari | 18 de desembre de 1974 | 12 de juliol de 1975 |              |